# Клюшкін Федір Іванович
Федір Іванович Клюшкін (1886, місто Санкт-Петербург, тепер Російська Федерація — квітень 1969, місто Київ) — радянський діяч, голова Полтавської окружної контрольної комісії — завідувач Полтавської окружної робітничо-селянської інспекції. Член Центральної контрольної комісії КП(б)У з листопада 1927 до січня 1934 року. 

## Життєпис
Народився в робітничій родині. Трудову діяльність розпочав робітником на заводі Нобеля в Санкт-Петербурзі.
Проводив революційну діяльність, розповсюджував підпільну літературу, за що був заарештований.
Член РСДРП(б) з 1907 року.
Брав активну участь у подіях 1917 року в Росії. З 1918 до 1920 року служив у Червоній армії, брав участь в Громадянській війні.
На початку 1920-х років відряджений до Полтави, був членом партійної колегії Полтавського губернського (окружного) комітету КП(б)У.
На 1926—1928 роки — голова Полтавської окружної контрольної комісії КП(б)У — завідувач Полтавської окружної робітничо-селянської інспекції.
З 1928 року — член Партійної колегії Центральної контрольної комісії КП(б)У в Харкові.
У 1930-х роках — керівник Української філії всесоюзного тресту «Котлотурбіна».
Під час німецько-радянської війни перебував на політичній роботі в Червоній армії.
Потім — на пенсії в Києві. У 1960-х роках керував тяговими підстанціями Київського трамвайно-тролейбусного управління.
Помер на початку квітня 1969 року в Києві.

## Нагороди
- орден Леніна
- медалі